# Marnic De Meulemeester
Marnic Luc Jeroom De Meulemeester (Oudenaarde, 29 januari 1957) is een voormalig Belgische politicus voor Open Vld.

## Biografie
De Meulemeester volgde hoger secundair onderwijs aan het Provinciaal Technisch Instituut Zottegem. Hij ging vanaf 1975 werken als ambtenaar op het Fonds voor Schoolgebouwen en de personeelsdienst van het gemeenschapsonderwijs en was tevens gedurende zeventien jaar kabinetsmedewerker van zes liberale ministers: Herman De Croo, Willy De Clercq, Jacky Buchmann, Louis Waltniel, Rik Daems en Fientje Moerman.
Hij werd actief in de gemeentepolitiek in Oudenaarde, waar hij in de voetsporen trad van zijn vader Georges De Meulemeester, schepen in Oudenaarde, provincieraadslid van Oost-Vlaanderen en plaatsvervanger voor de Kamer van volksvertegenwoordigers. In oktober 1994 raakte hij verkozen tot gemeenteraadslid en nadien was hij van 1995 tot 2000 schepen van Personeel, Cultuur en Toerisme. Van januari 2001 tot december 2024 was De Meulemeester burgemeester van de stad. Bij de gemeenteraadsverkiezingen van oktober 2024 kwam hij niet meer op.
Bij de derde rechtstreekse Vlaamse verkiezingen van 13 juni 2004 werd hij verkozen tot Vlaams Parlementslid voor de kieskring Oost-Vlaanderen. Ook na de volgende  Vlaamse verkiezingen van 7 juni 2009 en van 25 mei 2014 bleef hij Vlaams volksvertegenwoordiger. Bij de verkiezingen van mei 2019 was hij geen kandidaat-parlementslid meer. In het Vlaams Parlementslid zetelde De Meulemeester in de commissie Binnenlands Bestuur en Bestuurszaken, waarvan hij van 2013 tot 2014 voorzitter was. Sinds 15 juli 2019 mag hij zich ere-Vlaams volksvertegenwoordiger noemen. Die eretitel werd hem toegekend door het Bureau (dagelijks bestuur) van het Vlaams Parlement. 